# Cypřišovec Leylandův
Cypřišovec Leylandův (Cupressus × leylandii), známý též jako notkacypřiš Leylandův nebo nesprávně jako cypřišek Leylandův, je stálezelený jehličnatý strom, často používaný v okrasném zahradnictví. Je to kříženec, který vznikl na konci 19. století v soukromé zahradě rodiny Leylandů v Leighton Hall ve Walesu spontánním sprášením dvou vedle sebe rostoucích jedinců cypřiše nutkajského (Xanthocyparis nootkatensis) a cypřiše velkoplodého (Cupressus macrocarpa) a dále je udržován v kultuře vegetativní formou. V přírodě ke křížení těchto druhů nedochází vzhledem ke vzdálenosti jejich přirozených areálů.

## Popis
Vzrůstný, stálezelený, rychle rostoucí jehličnatý strom dorůstající výšky 20–25, vzácně až 30 metrů, s pravidelnou, kompaktní, široce kuželovitou korunou a hustým zavětvením, které většinou sahá až k zemi. Olistění je šupinovité, velmi drobné šupiny mají rozměr kolem 1 mm, jsou zpravidla tmavě zelené, na spodní straně světlejší, někdy s bílým lemem. Borka dospělých jedinců je hnědočervená, hluboce zbrázděná. Strom může nést šištice, které jsou zhruba 2 cm veliké, ve zralosti tmavě hnědé, s osmi semennými šupinami nesoucími po pěti semenech; vzhledem k hybridnímu původu taxonu jsou však semena téměř vždy sterilní.

## Použití
Je to atraktivní solitéra do parkových výsadeb nebo větších zahrad, lze jej použít též do kulisových výsadeb, větrolamů nebo vyšších živých plotů. K jeho výhodám patří velmi rychlý růst (v průměru 1 m za rok), značná odolnost vůči mrazu, suchu i městskému znečištění a v neposlední řadě též snadné množení pomocí řízků. Silice obsažené v pletivech rostliny mohou citlivým jedincům způsobit podráždění na kůži.

## Kultivary
- ×Cupressocyparis leylandii 'Castewelan Gold'
- ×Cupressocyparis leylandii 'Silver Dust'